# Wonderland (Peking)

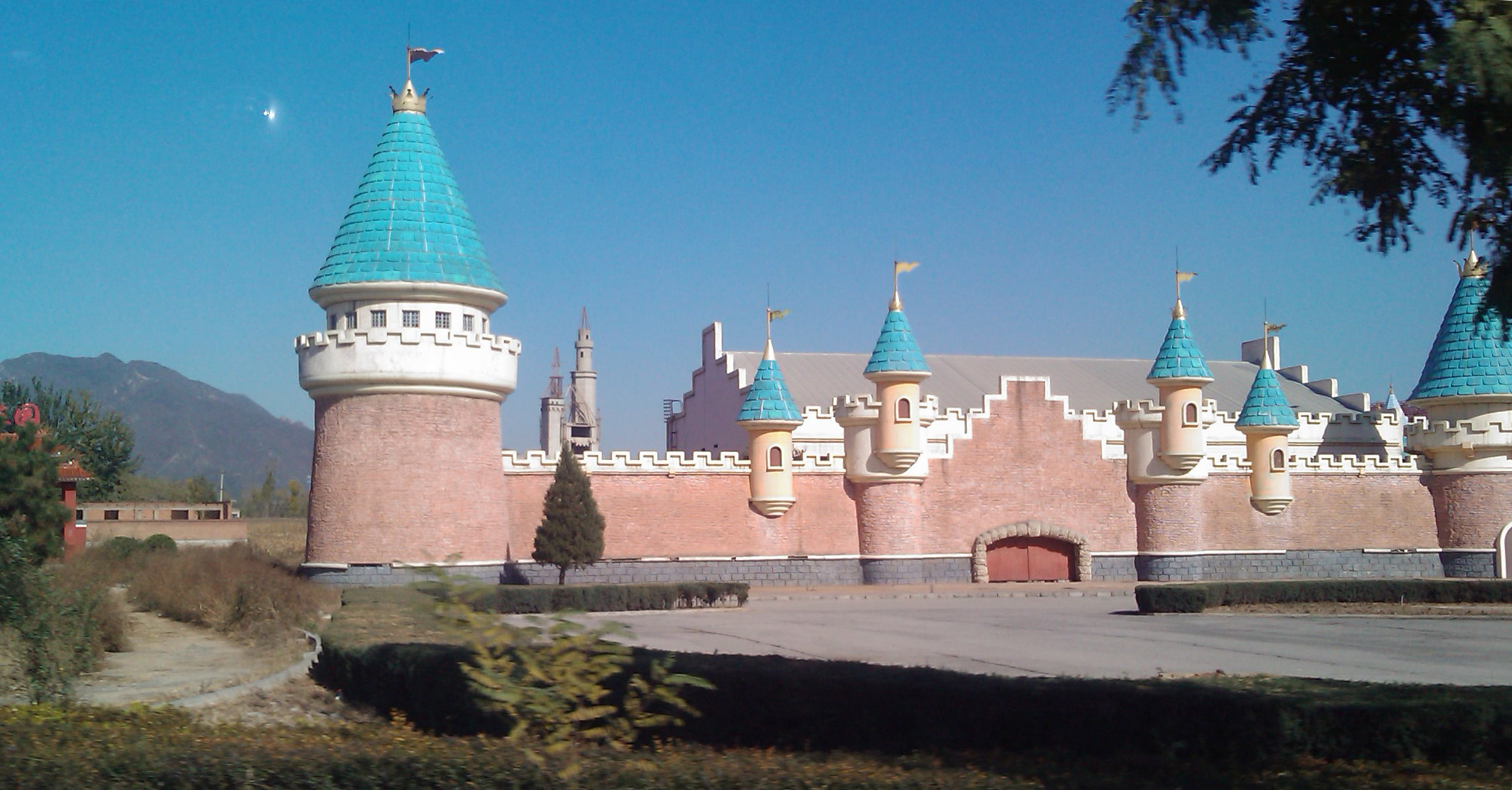
Wonderland, Peking (2010)

Das Wonderland  (chinesisch: 沃德兰游乐园, Pinyin: Wòdélán Yóulèyuán; englisch: Wonderland Amusement Park) war ein projektierter Freizeitpark am Stadtrand von Peking, Volksrepublik China. 
Auf einem 40 Hektar großen Gelände sollte der größte Freizeitpark Asiens entstehen. Die Bauarbeiten stoppten 1998, nachdem die lokalen Landbesitzer mehr Geld für ihre Grundstücke verlangt hatten. 2013 wurden die 1998 bereits errichteten Gebäude wieder abgerissen. Das unfertige Nachbau eines Schlosses blieb stehen.